# Auersperg

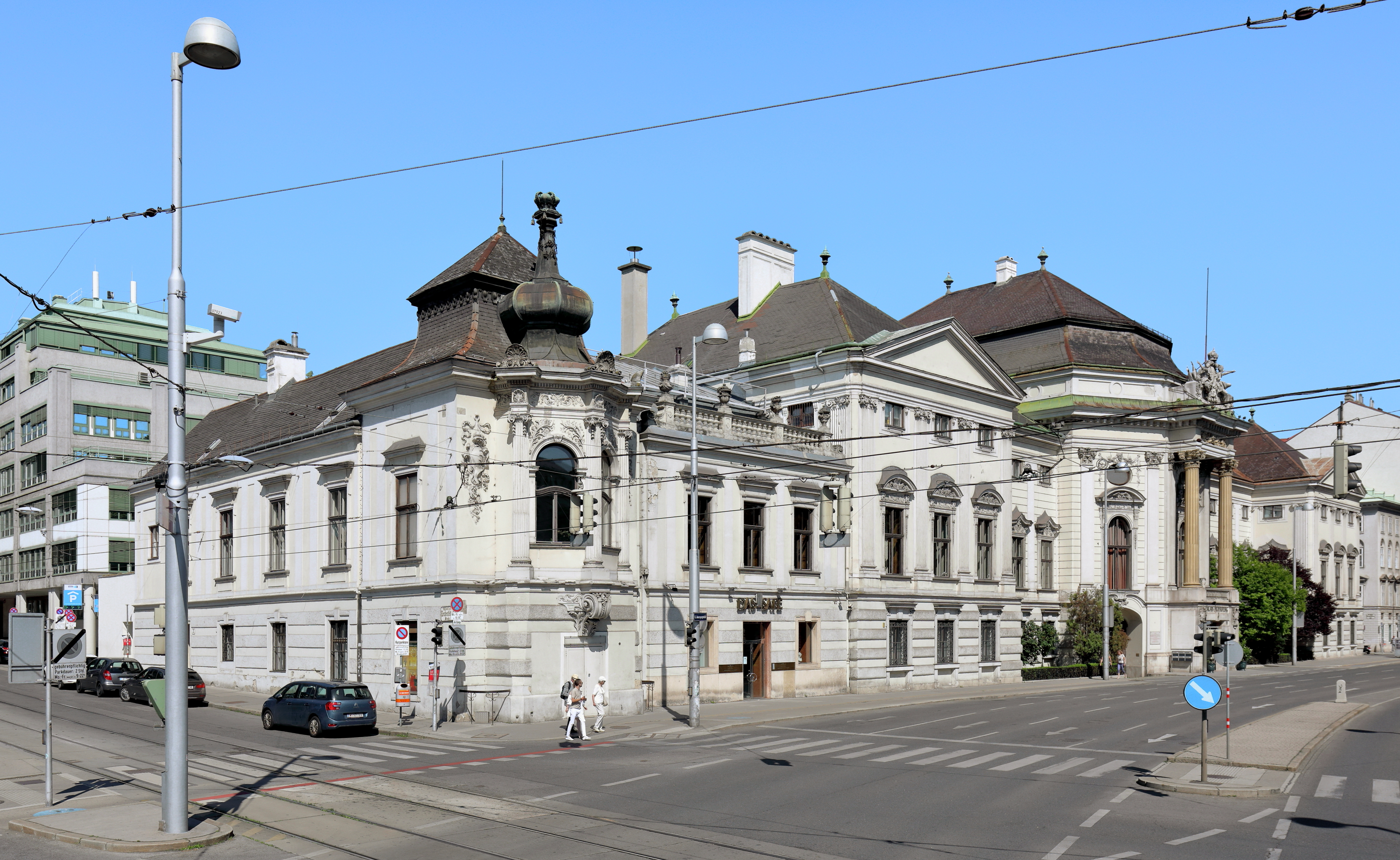
Paleis Auersperg te Wenen, in 1781 door de familie verworven

Auersperg is een Oostenrijks adellijk geslacht.

## Geschiedenis
Het werd in 1220 voor het eerst vermeld en stamt uit de Krain. In de vijftiende eeuw splitste het geslacht zich in twee takken. Volkhard VI stichtte de Volkhard-Schönbergse linie, die in 1530 in de baronnen- en in 1630 in de gravenstand werd verheven.
Engelhard I was de stamvader van de Engelhardse linie, die in 1653 vorstelijk werd. Uit de laatstgenoemde kwamen talrijke latere linies voort.
In 1663 werd Johann Weikhard beleend met de stad en de heerlijkheid Tengen, inclusief de landgrafelijke rechten van Nellenburg. Vervolgens werd de heerlijkheid op 14 maart 1664 tot vorstelijk graafschap verheven. Hierdoor kreeg Auersperg een zetel in de Rijksdag en in de Zwabische Kreits. Omdat de landshoogheid bij Nellenburg bleef, was het graafschap gelijktijdig reichsunmittelbar en landsässig.
Artikel 24 van de Rijnbondakte van 12 juli 1806 stelt het graafschap Tengen onder de soevereiniteit van het groothertogdom Baden: de mediatisering. In 1811 verkocht de familie ook de eigendomsrechten aan Baden.

## Bekende telgen
Het huis Auersperg bracht in de zestiende eeuw twee beroemde militairen voort. Andreas (1556-1594) verwierf zich door zijn strijd tegen de Turken de bijnaam de christelijke Achilles. Ook Herbard VIII (1528-1575) streed tegen de Turken, waarbij hij uiteindelijk sneuvelde. Het geslacht maakte een hoge vlucht onder Johann Weikhard (1615-1677), minister en diplomaat, die zeer veel grondgebied verwierf en in de vorstenstand werd verheven. Voor een kerkelijke carrière koos Joseph Franz (1734-1795), kardinaal. In de negentiende eeuw kende het geslacht enkele bekende staatslieden. Anton Alexander (1806-1876), liberaal politicus, maakte als Anastasius Grün ook naam als dichter. De bekendste Auerspergs waren de gebroeders Carlos (1814-1890) en Adolf (1821-1885), die beide minister-president van Oostenrijk waren.

Alt-Leiningen-Westerburg · Arenberg · Auersperg · Bentheim-Steinfurt · Bentheim-Tecklenburg · Bentinck · Bömmelberg · Bretzenheim · Castell-Castell · Castell-Rüdenhausen · Colloredo-Mannsfeld · Croÿ · Dietrichstein · Erbach-Erbach · Erbach-Fürstenau · Erbach-Schönberg · Esterházy · Fürstenberg · Fugger-Babenhausen · Fugger-Glött · Fugger-Kirchberg · Fugger-Kirchheim · Fugger-Nordendorf · Harrach · Hohenlohe-Ingelfingen · Hohenlohe-Kirchberg · Hohenlohe-Langenburg · Hohenlohe-Öhringen · Hohenlohe-Schillingsfürst · Hohenlohe-Waldenburg-Bartenstein · Hohenlohe-Waldenburg-Jagstberg · Hohenlohe-Waldenburg-Schillingsfürst · Isenburg-Birstein · Isenburg-Büdingen · Isenburg-Philippseich · Kaunitz-Rietberg · Khevenhüller-Metsch · Königsegg-Aulendorf · Kuefstein · Leiningen · Leiningen-Billigheim · Leiningen-Neudenau · Leyen · Limburg-Stirum · Lobkowitz · Löwenstein-Wertheim-Freudenberg · Löwenstein-Wertheim-Rosenberg · Looz-Corswarem · Metternich-Winneburg · Neipperg · Neu-Leiningen-Westerburg · Oettingen-Spielberg · Oettingen-Wallerstein · Ortenburg · Ostein · Pappenheim · Platen-Hallermund · Plettenberg-Wittem · Pückler und Limpurg · Quadt-Wykradt-Isny · Rechberg und Rothenlöwen · Rechteren-Limpurg · Rosenberg-Orsini · Salm-Horstmar · Salm-Kyrburg · Salm-Reifferscheidt-Krautheim und Dyck · Salm-Reifferscheidt-Raitz · Salm-Salm · Sayn-Wittgenstein-Berleburg · Sayn-Wittgenstein-Hohenstein · Schaesberg · Schlitz genannt von Görtz · Schönborn · Schönborn-Buchheim · Schönborn-Wiesentheid · Schönburg-Glauchau · Schönburg-Hartenstein · Schönburg-Waldenburg · Schwarzenberg · Sinzendorf · Solms-Braunfels · Solms-Hohensolms-Lich · Solms-Laubach · Stadion-Tannhausen · Stadion-Warthausen · Starhemberg · Sternberg-Manderscheid · Stolberg-Roßla · Stolberg-Stolberg · Stolberg-Wernigerode · Thurn und Taxis · Toerring · Trauttmansdorff-Weinsberg · Waldbott-Bassenheim · Waldburg-Wolfegg und Waldsee · Waldburg-Zeil · Waldburg-Zeil-Wurzach · Waldeck-Limpurg · Wallmoden-Gimborn · Wartenberg-Roth · Wied-Neuwied · Wied-Runkel · Windisch-Graetz · Wurmbrand-Stuppach